# Rowan Williams
Rowan Douglas Williams (Swansea, 14 de Junho de 1950) é um teólogo e poeta do País de Gales, ex-arcebispo da Cantuária e ex-chefe Comunhão Anglicana.
Estudou na Dynevor Secondary School, graduou-se em teologia na Christ's College Cambridge. Após pesquisas na Universidade de Oxford (sobre Cristianismo na Rússia), cursou por dois anos o Mirfield Theological College. Em 1977 iniciou sua caminhada acadêmica e paroquial por nove anos em Cambridge. De 1986 a 1992, Williams foi professor de Teologia na Universidade de Oxford. Tornou-se Bispo de Monmouth em 1992 e Arcebispo do País de Gales em 2000.
Em 2002 foi anunciada sua nomeação como sucessor de George Carey como Arcebispo de Canterbury na Igreja da Inglaterra. Assumiu seu posto em 27 de Fevereiro de 2003.
Dr. Williams escreveu um bom número de livros sobre a história da teologia e espiritualidade e publicou coleções de seus artigos e sermões, assim como dois livros de poesias. Sempre esteve envolvido em diversas comissões sobre teologia e educação teológica.
Recebeu um doutorado honorário em divindade da Universidade de Edimburgo em 2013/4.

Ele é casado desde 1981 com Jane Paul, a quem conheceu quando vivia e trabalhava em Cambridge. Eles têm um casal de filhos. 
1. ↑  «Honorary graduates 2000 to 2020 | People». The University of Edinburgh (em inglês). 28 de novembro de 2024. Consultado em 7 de julho de 2025